# Modelo de procesamiento de la información
Los modelos de procesamiento de la información difieren en los procesos cognoscitivos que consideran importantes y en la manera como piensan que operan, pero también comparten algunos supuestos. Uno de ellos que es el procesamiento de la información ocurre en etapas que llegan a transcurrir entre la aparición del estímulo y la producción de la respuesta. (Mayer, 1996)
Existen tipos de procesamientos expuestas por Emilio García García

## Procesamiento perceptivo visual
- Procesamiento léxico
- Procesamiento sintáctico
- Procesamiento semántico
- Procesamiento textual
- Interacción de procesos.

## Estrategias para la mejora de compresión lectora
La lectura es una actividad muy compleja que comprende diversos procesos según hemos puesto de relieve. En cualquiera de los procesos pueden presentarse problemas y verse afectada la comprensión del sujeto al enfrentarse con la lectura. Los profesores que conocen los procesos tienen más posibilidades de intervenir adecuadamente para ayudar al lector a resolver las dificultades. Las investigaciones constatan que se dan determinadas diferencias en procedimientos y destrezas entre los buenos y malos lectores, y que si se entrenan a los sujetos en la práctica de ciertos procedimientos y estrategias se consigue mejorar su nivel de comprensión lectora.

## Existen niveles en la compresión lectora
De acuerdo con el modelo de procesamiento de la información que hemos presentado podemos diferenciar en la compresión lectora los siguientes procesos:
- De-codificación: Significa descifrar un código.

* Compresión literal: Consiste en combinar el significado de varias palabras de forma apropiada para formar proposiciones. 
* Comprensión inferencial: Proporciona una comprensión más profunda del texto. El lector, mediante inferencias, elabora una representación mental más integrada y esquemática a partir de la información expresada en el texto y de sus conocimientos previos.
* La meta-comprensión: Es la conciencia y control que el lector tiene de su comprensión y consiste establecer unas metas para la lectura, comprobar si se están alcanzando y rectificando oportunamente en su caso. 

## Factores en la comprensión
Se dice que la compresión lectora es una actividad compleja y gradual que se puede llegar a diferentes niveles de profundidad dependiendo de diversos factores. Se tiene que tener en cuenta que esos factores es una condición obligada que si se quiere enseñar-aprender eficazmente. 
Comprensión del texto
Conocimiento del lector
- Declarativos y procedimentales.
- Esquemas y guiones
- Modelos mentales
- Dominio lingüístico

Procesos en el lector
- Cognitivos
- Meta-cognitivos
- Lingüísticos

Características del texto
- Tipo esquema
- Temática
- dificultad

Objetivos del lector
- Metas y planes
- Motivaciones y expectativas
- Intenciones y propósitos

## Estrategias en la compresión
Se dice que una estrategia en general es un plan de acción para lograr un objetivo, en el dominio de la cognición se han distinguido dos grandes tipos de estrategias: cognitivas y meta-cognitivas:
- Las estrategias cognitivas:

Se constituyen métodos o procedimientos mentales para poder adquirir, elaborar, organizar, utilizar información, resolviendo los problemas y tomando en cuenta decisiones adecuadas antes que las exigencias que se plantean (Chadwick, 1998; Weintein et al, 1998; Poggioli, 1989).
También podemos identificar diversos tipos de estrategias:
Estrategias de focalización: Mediante estas estrategias el lector concentra su atención en la información del texto que estima más relevante, están en función de las características del texto y de los propósitos y expectativas del lector.
- Estrategias de organización: El lector que puede reestructurar de forma distinta el texto a fin de hacerlo más significativo y sobre todo comprensible.

- Estrategias de resolución de problema: Procedimientos para resolver los problemas que encuentra durante la lectura.

- Estrategias de elaboración: Estas estrategias permiten integrar la información del texto con los conocimientos previos del lector, a fin de comprender con más profundidad el significado.

- Estrategias de comprobación: Procuran constatar la cohesión y coherencia del texto, así como la consonancia del texto con los conocimientos previas del lector.

- Las estrategias meta-cognitivas:

Se caracteriza la meta-cognición como el conocimiento que una persona tiene acerca de su propio sistema cognitivo (capacidades y limitaciones, procesos y contenidos), por otro lado, la meta-cognición también incluye la supervisión y control del sujeto sobre sus propios procesos cognitivos, es decir, la capacidad de planificarlos supervisarlos, evaluarlos y modificarlos, a fin de mejorar los resultados (Flavell, 1981, 1985, 1987; Baker, 1984; Sternberg, 1987; Weinert y Kluwe, 1987; Brown y Campione, 1988). 
El entrenamiento en estrategias meta-cognitivas procura que el lector sea consciente de la naturaleza de la comprensión, de los factores que la afectan, de los problemas que pueden presentarse, y de las estrategias para resolverlos. Además, pretende entrenar al lector en la selección y aplicación de las estrategias adecuadas para llevar a buen término la comprensión (Klerk y Simons, 1989; Cooper, 1990; Morles, 1991; Ríos, 1991). 
Vamos a presentar las estrategias meta-cognitivas que controlan y regulan la comprensión lectora: estrategias de planificación. supervisión y evaluación. El objetivo consiste en que el lector aprenda y se ejercite en planificar, supervisar y evaluar las estrategias que él utiliza durante el proceso de comprensión, y a este fin deben orientarse las actividades que pueda diseñar y realizar el profesor.
- Planificación: La fase de planificación implica precisar los objetivos o metas de la lectura, los conocimientos que sobre esa temática que tiene el lector, el plan de acción y las estrategias a utilizar, teniendo además en cuenta las características del texto, las capacidades del lector y las condiciones ambientales.

Tiene como objetivo de lectura es comprender lo que está escrito, pero normalmente queremos comprender lo escrito con unos propósitos u objetivos determinados.
Los conocimientos previos, según hemos comentado en los apartados anteriores son condición necesaria para la compresión, el aprendizaje del alumno debe partir de lo que ya sabe, y la enseñanza del profesor debe tenerlo muy presente. El plan de acción conlleva seleccionar las estrategias adecuadas para alcanzar el objetivo planteado, teniendo en cuenta las condiciones personales, ambientales. 
- Supervisión: En este apartado se trata de comprender si la actividad se está llevando a cabo según lo planificado o si se encuentra dificultades, y a que puede ser debidas, si las estrategias utilizadas son eficaces y apropiadas para avanzar en la lectura. Es importante que el lector tenga siempre los objetivos.

- Evaluación: La evaluación hace referencia tanto a los procesos que se han desarrollado durante la lectura, como a los resultados de la compresión lectora, la evaluación de los resultados supone constatar el nivel alcanzado en la compresión. La evaluación de los procesos también incluye toda la actividad lectora: estableciendo objetivos, grado de consecución de los mismos, dificultades presentadas, estrategias utilizadas, eficacias de las mismas y modificaciones introducidas y resultados de la compresión.

Planificación, supervisión y evaluación no se producen necesariamente en una secuencia mecánica, sino que se da una estrecha relación: supervisamos y evaluamos los que planificamos. 
Uno como personas cuando leemos usamos estrategias, en determinadas ocasiones esas estrategias son apropiadas para lograr la compresión, pero en otras no resultan. 
El objetivo es convertir al alumno en un estudiante activo, efectivo, estratégico, autónomo y responsable, que tenga que depender cada vez menos de la información externa y de las instrucciones del profesor, para pasar a depender de la información almacenada en su memoria, de los conocimientos que posee, planificando, supervisando y evaluando sus propios aprendizajes. 
Cairney (1992) propone que el profesor asuma un papel activo, estimulando y apoyando los esfuerzos del alumno para comprender el texto y construir su significado. Este papel es complejo y exige del profesor: 
- Proporcionar información cuando sea preciso.
- Escuchar las respuestas a los textos.
- Indicar tácticas alternativas para construir significados.
- Compartir los puntos de vista sobre la lectura.
- Apoyar los esfuerzos de los alumnos para construir el significado.
- Evaluar los esfuerzos de los alumnos.
- Introducir nuevas formas lingüísticas y objetivos alternativos para la lectura
- Demostrar cómo se realiza una lectura real dirigida a un objetivo. En todas estas tareas resulta fundamental la habilidad para comentar y hablar sobre el texto con los alumnos.

La enseñanza-aprendizaje de estrategias cognitivas y meta-cognitivas requiere un profesor con información teórica sobre este campo de la cognición y meta-cognición; pero también un profesor con entrenamiento y práctica en el autoconocimiento y análisis de los procesos y estrategias que él mismo utiliza al leer. 
A título de ejemplo, sugerimos una manera de proceder en el entrenamiento tanto del profesor como posteriormente de los alumnos a través de los siguientes pasos: 
- Lectura -. Auto-preguntas - reflexión individual.
- Análisis y comentario en grupo.
- Práctica en auto-preguntas - dominio en el uso.

Se pretende que el lector sea consciente de los procesos que tienen lugar durante la lectura, respondiendo por escrito a un cuestionario de preguntas. En un segundo momento se discute y analiza en grupo las respuestas dadas a fin de enriquecerse con las aportaciones de compañeros y profesor. El lector seguirá utilizando el cuestionario-guía en sucesivas lecturas, pero sin necesidad de anotar las respuestas y de discutirías en grupo, hasta conseguir cierto dominio en la práctica de auto-preguntarse al leer.